# ITmedia
ITmedia(일본어: アイティメディア 아이티메디아[*])는 소프트뱅크 그룹 기업인 아이티미디어 주식회사(일본어: アイティメディア株式会社, ITmedia Inc.)가 운영하는 IT계 뉴스 사이트이다. 소프트 뱅크 그룹에서 출판 브로드밴드 콘텐츠 등의 미디어 및 마케팅 사업을 총괄하는 순수 지주 회사 "소프트 뱅크 미디어 마케팅 홀딩스"의 산하에 있다.